# Félix Deltour
Nicolas Félix Deltour (* 8. September 1822 in Paris; † 12. November 1904) war ein französischer Literaturwissenschaftler, Lehrer und Beamter.

## Leben
Deltour erhielt seine Bildung auf dem Lycée Louis-le-Grand und der École normale supérieure. Er lehrte dann an verschiedenen Schulen, wurde 1871 Akademieinspektor, 1875 unter Henri Wallon Kabinettschef im Ministerium des öffentlichen Unterrichts und fungierte ab 1879 als Generalinspektor des niederen Unterrichtswesens.

## Werke
- Les ennemis de Racine au XVII. siècle. Didier et Durand, Paris 1857 (Deltours Hauptwerk).